# Leichtathletik-Balkan-Meisterschaften 2025
Die 78. Leichtathletik-Balkan-Meisterschaften fanden am 26. und 27. Juli 2025 im Griechenland Volos im Panthessaliko Stadio statt, womit die Stadt erstmals Austragungsort der Balkan-Meisterschaften war.

## Ergebnisse Männer

### 100 m
| Platz | Athlet              | Land | Zeit (s) |
| ----- | ------------------- | ---- | -------- |
| 1     | Jernej Gumilar      | SVN  | 10,23    |
| 2     | Oleksandr Sokolow   | UKR  | 10,28    |
| 3     | Christo Iliew       | BGR  | 10,29    |
| 4     | Kayhan Özer         | TUR  | 10,30    |
| 5     | Mustafa Kemal Ay    | TUR  | 10,32    |
| 6     | Nikola Karamanolow  | BGR  | 10,34    |
| 7     | Əlham Nağıyev       | AZE  | 10,43    |
| 8     | Francesco Sansovini | SMR  | 10,45    |

Finale: 26. Juli
Wind: +1,4 m/s

### 200 m
| Platz | Athlet                    | Land | Zeit (s) |
| ----- | ------------------------- | ---- | -------- |
| 1     | Əlham Nağıyev             | AZE  | 20,70    |
| 2     | Gal Arad                  | ISR  | 20,80    |
| 3     | Deniz Kaan Kartal         | TUR  | 20,84    |
| 4     | Vasileios Myrianthopoulos | GRC  | 20,85    |
| 5     | Sotirios Garaganis        | GRC  | 20,85    |
| 6     | Batuhan Altıntaş          | TUR  | 20,91    |
| 7     | Mihai Dringo              | ROU  | 20,95    |
| 8     | Andrej Skočir             | SVN  | 21,03    |

27. Juli
Zusammenfassung der besten acht Athleten aus drei Zeitläufen.

### 400 m
| Platz | Athlet               | Land | Zeit (s) |
| ----- | -------------------- | ---- | -------- |
| 1     | Oleksandr Pohorilko  | UKR  | 45,10 CR |
| 2     | Rok Ferlan           | SVN  | 45,26    |
| 3     | Mihai Dringo         | ROU  | 45,29    |
| 4     | Mario Dobrescu       | ROU  | 45,94    |
| 5     | George John Franks   | GRC  | 46,09    |
| 6     | Boško Kijanović      | SRB  | 46,50    |
| 7     | Vladimiros Andreadis | GRC  | 46,61    |
| 8     | Paisios Dimitriadis  | CYP  | 46,72    |

26. Juli
Zusammenfassung der besten acht Athleten aus drei Zeitläufen.

### 800 m
| Platz | Athlet                        | Land | Zeit (min) |
| ----- | ----------------------------- | ---- | ---------- |
| 1     | Marino Bloudek                | CRO  | 1:45,55 CR |
| 2     | Ömer Faruk Bozdağ             | TUR  | 1:46,89    |
| 3     | Amel Tuka                     | BIH  | 1:47,00    |
| 4     | Nino Jambrešić                | CRO  | 1:47,19    |
| 5     | Wladyslaw Fintschuk           | UKR  | 1:47,45    |
| 6     | Christoforos-Vasilios Koutlis | GRC  | 1:48,24    |
| 7     | Cristian Voicu                | ROU  | 1:48,88    |
| 8     | Wassyl Wojtjuk                | UKR  | 1:50,00    |

27. Juli
Zusammenfassung der besten acht Athleten aus zwei Zeitläufen.

### 1500 m
| Platz | Athlet                  | Land | Zeit (min) |
| ----- | ----------------------- | ---- | ---------- |
| 1     | Salih Teksöz            | TUR  | 3:41,97    |
| 2     | Nino Jambrešić          | CRO  | 3:42,64    |
| 3     | Charalambos Lagos       | GRC  | 3:43,40    |
| 4     | Jerwand Mkrttschjan     | ARM  | 3:44,15    |
| 5     | Georgios Matzaridis     | GRC  | 3:44,37    |
| 6     | Abdurrahman Gediklioğlu | TUR  | 3:45,14    |
| 7     | Martin Balabanow        | BGR  | 3:49,08    |
| 8     | Andrea Gacumi Michara   | CYP  | 3:49,37    |

26. Juli

### 3000 m
| Platz | Athlet                  | Land | Zeit (min) |
| ----- | ----------------------- | ---- | ---------- |
| 1     | Abdurrahman Gediklioğlu | TUR  | 8:11,38    |
| 2     | Iwo Balabanow           | BGR  | 8:11,79    |
| 3     | Jerwand Mkrttschjan     | ARM  | 8:13,12    |
| 4     | Iwan Andreew            | BGR  | 8:15,91    |
| 5     | Andreas Georgiou        | GRC  | 8:16,54    |
| 6     | Orfeas Ioannou          | GRC  | 8:17,96    |
| 7     | Uroš Gutić              | BIH  | 8:43,77    |
|       | Jan Kokalj              | SVN  | DNF        |

27. Juli

### 5000 m
| Platz | Athlet                 | Land | Zeit (min) |
| ----- | ---------------------- | ---- | ---------- |
| 1     | Elzan Bibić            | SRB  | 14:03,83   |
| 2     | Iwo Balabanow          | BGR  | 14:15,83   |
| 3     | Maxim Răileanu         | MDA  | 14:17,00   |
| 4     | Jan Kokalj             | SVN  | 14:24,12   |
| 5     | Panagiotis Petroulakis | GRC  | 14:26,44   |
| 6     | Sergios Diakostefanis  | GRC  | 14:34,39   |
| 7     | Dillon Cassar          | MLT  | 14:41,05   |
| 8     | Simon Spiteri          | MLT  | 14;50,83   |

26. Juli

### 110 m Hürden
| Platz | Athlet                          | Land | Zeit (s) |
| ----- | ------------------------------- | ---- | -------- |
| 1     | Dmytro Bahinskyj                | UKR  | 13,64    |
| 2     | Filip Jakob Demšar              | SVN  | 13,73    |
| 3     | Milan Traikovits                | CYP  | 13,75    |
| 4     | Mikdat Sevler                   | TUR  | 13,80    |
| 5     | Stanislaw Stankow               | BGR  | 14,00    |
| 6     | Anastasios Nektarios Iliopoulos | GRC  | 14,06    |
| 7     | Spencer Brown                   | CRO  | 14,08    |
| 8     | Christos-Panagiotis Roumtsios   | GRC  | 14,09    |

27. Juli
Zusammenfassung der besten acht Athleten aus zwei Zeitläufen.

### 400 m Hürden
| Platz | Athlet                  | Land | Zeit (s) |
| ----- | ----------------------- | ---- | -------- |
| 1     | Niklas Strohmayer-Dangl | AUT  | 49,87    |
| 2     | Omri Shiff              | ISR  | 50,22    |
| 3     | Mitja Zubin             | SVN  | 50,67    |
| 4     | Dimitris Levantinos     | GRC  | 51,01    |
| 5     | Petros Papagiannis      | GRC  | 51,04    |
| 6     | Mustafa Çinpolat        | TUR  | 51,26    |
| 7     | Rostyslaw Holubowytsch  | UKR  | 51,83    |
| 8     | Marko Pepelnak          | SVN  | 51,88    |

26. Juli
Zusammenfassung der besten acht Athleten aus zwei Zeitläufen.

### 3000 m Hindernis
| Platz | Athlet                 | Land | Zeit (min) |
| ----- | ---------------------- | ---- | ---------- |
| 1     | Abdullah Tuğluk        | TUR  | 8:37,84    |
| 2     | Ersin Tekal            | TUR  | 8:45,94    |
| 3     | Zemenu Muchie          | ISR  | 8:47,93    |
| 4     | Klemen Vilhar          | SVN  | 9:15,01    |
| 5     | Filippos Siomos Gkizas | GRC  | 9:15,64    |
| 6     | Nestoras Kolios        | GRC  | 9:30,39    |
|       | Damian Mititelu        | ROU  | DNF        |

27. Juli

### 4 × 100 m Staffel
| Platz | Land           | Athleten                                                                              | Zeit (s) |
| ----- | -------------- | ------------------------------------------------------------------------------------- | -------- |
| 1     | Griechenland   | Lampros Volikas Nikolaos Panagiotopoulos Sotirios Garaganis Vasileios Myrianthopoulos | 39,03 CR |
| 2     | Türkei         | Ertan Özkan Kayhan Özer Batuhan Altıntaş Ramil Guliyev                                | 39,05    |
| 3     | Ukraine        | Oleksandr Sosnowenko Dmytro Krawez Dmytro Jantschyk Illja Popow                       | 39,63    |
| 4     | Serbien        | Strahinja Jovančević Marko Radosavljević Boško Kijanović Aleksa Kijanović             | 40,25    |
| 5     | Nordmazedonien | Andreas Trajkovski Marko Aleksovski Mihail Petrov Jovan Stojoski                      | 41,84    |
| 6     | San Marino     | Francesco Molinari Giammarco Gulini Alessandro Gasperoni Matias Francini              | 42,21    |

26. Juli

### 4 × 400 m Staffel
| Platz | Land         | Athleten                                                                   | Zeit (min) |
| ----- | ------------ | -------------------------------------------------------------------------- | ---------- |
| 1     | Ukraine      | Nikita Rodtschenkow Mykyta Barabanow Danylo Danylenko Oleksandr Pohorilko  | 3:07,00    |
| 2     | Slowenien    | Marko Pepelnak Lovro Mesec Košir Mitja Zubin Rok Ferlan                    | 3:07,01    |
| 3     | Griechenland | Ioannis Simoni Vladimiros Andreadis Petros Kechiopoulos George John Franks | 3:07,48    |
| 4     | Türkei       | Deniz Kaan Kartal Mustafa Çinpolat Oğuzhan Kaya Eren Keser                 | 3:12,67    |

27. Juli

### Hochsprung
| Platz | Athlet            | Land | Höhe (m) |
| ----- | ----------------- | ---- | -------- |
| 1     | Tichomir Iwanow   | BUL  | 2,19     |
| 2     | Wladyslaw Lawskyj | UKR  | 2,15     |
| 2     | Andonis Merlos    | GRC  | 2,15     |
| 4     | Antrea Mita       | GRC  | 2,15     |
| 5     | Yasir Kuduban     | TUR  | 2,15     |
| 6     | Wadym Krawtschuk  | UKR  | 2,11     |
| 7     | Marko Šuković     | BIH  | 2,11     |
| 8     | Slavko Stević     | SRB  | 2,07     |

26. Juli

### Stabhochsprung
| Platz | Athlet              | Land | Höhe (m) |
| ----- | ------------------- | ---- | -------- |
| 1     | Emmanouil Karalis   | GRC  | 5,92 CR  |
| 2     | Ioannis Rizos       | GRC  | 5,65     |
| 3     | Wladyslaw Malychin  | UKR  | 5,55     |
| 4     | Oleksandr Onufrijew | UKR  | 5,55     |
| 5     | Ivan Geronimo Šerić | CRO  | 5,45     |
| 6     | Riccardo Klotz      | AUT  | 5,35     |
| 7     | Luka Zupanc         | SVN  | 5,35     |
| 8     | Alex Ljubenow       | BGR  | 4,86     |

27. Juli

### Weitsprung
| Platz | Athlet                | Land | Weite (m) |
| ----- | --------------------- | ---- | --------- |
| 1     | Miltiadis Tendoglou   | GRC  | 8,07      |
| 2     | Boschidar Sarabojukow | BGR  | 7,90      |
| 3     | Andreas Trajkovski    | MKD  | 7,77      |
| 4     | Marko Čeko            | CRO  | 7,55      |
| 5     | Danylo Dubyna         | UKR  | 7,53      |
| 6     | Ishay Ifraimov        | ISR  | 7,43      |
| 7     | Cristian Sava         | ROU  | 7,42      |
| 8     | Eden Sela             | ISR  | 7,34      |

26. Juli

### Dreisprung
| Platz | Athlet                 | Land | Weite (m) |
| ----- | ---------------------- | ---- | --------- |
| 1     | Răzvan Grecu           | ROU  | 16,46     |
| 2     | Nikolaos Andrikopoulos | GRC  | 16,21     |
| 3     | Grigoris Nikolaou      | CYP  | 16,05     |
| 4     | Nazim Babayev          | AZE  | 16,00     |
| 5     | Rustam Məmmədov        | AZE  | 15,85     |
| 6     | Ioannis Gkartsios      | GRC  | 15,84     |
| 7     | Nikola Ilić            | SRB  | 15,48     |
| 8     | Vadim Doscalov         | MDA  | 15,46     |

27. Juli

### Kugelstoßen
| Platz | Athlet                | Land | Weite (m) |
| ----- | --------------------- | ---- | --------- |
| 1     | Andrei Toader         | ROU  | 20,74     |
| 2     | Armin Sinančević      | SRB  | 20,70     |
| 3     | Giorgi Mudscharidse   | GEO  | 20,11     |
| 4     | Mesud Pezer           | BIH  | 19,69     |
| 5     | Konstantinos Gennikis | GRC  | 19,30     |
| 6     | Muhamet Ramadani      | KOS  | 19,02     |
| 7     | Iason Machairas       | GRC  | 18,59     |
| 8     | Alexandr Mazur        | MDA  | 18,47     |

26. Juli

### Diskuswurf
| Platz | Athlet                | Land | Weite (m) |
| ----- | --------------------- | ---- | --------- |
| 1     | Alin Firfirică        | ROU  | 63,15     |
| 2     | Dimitrios Pavlidis    | GRC  | 60,82     |
| 3     | Ömer Şahin            | TUR  | 59,67     |
| 4     | Iosif Michalis Papa   | CYP  | 57,01     |
| 5     | Christoforos Genethli | CYP  | 56,46     |
| 6     | Berk Sansoy           | TUR  | 55,65     |
| 7     | Konstantinos Bouzakis | GRC  | 55,33     |
| 8     | Temuri Abulaschwili   | GEO  | 55,15     |

27. Juli

### Hammerwurf
| Platz | Athlet                 | Land | Weite (m) |
| ----- | ---------------------- | ---- | --------- |
| 1     | Özkan Baltacı          | TUR  | 75,72     |
| 2     | Matija Gregurić        | CRO  | 75,45     |
| 3     | Halil Yılmazer         | TUR  | 75,01     |
| 4     | Konstantinos Zaltos    | GRC  | 74,49     |
| 5     | Angelos Mantzouranis   | GRC  | 72,98     |
| 6     | Iosif Kesidis          | CYP  | 71,51     |
| 7     | Alexandros Poursanidis | CYP  | 71,29     |
| 8     | Walentin Andreew       | BGR  | 69,21     |

26. Juli

### Speerwurf
| Platz | Athlet                | Land | Weite (m) |
| ----- | --------------------- | ---- | --------- |
| 1     | Dimitris Tsitsos      | GRC  | 78,30     |
| 2     | Anže Durjava          | SVN  | 78,12     |
| 3     | Filip Dominković      | SVN  | 76,28     |
| 4     | Spyros Savva          | CYP  | 71,08     |
| 5     | Georgios Christakakos | GRC  | 68,71     |

27. Juli

### Zehnkampf
| Platz | Athlet                    | Land | Punkte |
| ----- | ------------------------- | ---- | ------ |
| 1     | Angelos-Tzanis Andreoglou | GRC  | 7903   |
| 2     | Aris-Nikolaos Peristeris  | GRC  | 7454   |
| 3     | Krum Sachariew            | BGR  | 6909   |
| 4     | Dragan Pešić              | MNE  | 6587   |
| 5     | Luka Ivičić               | BIH  | 6252   |
|       | Jaka Hace                 | SVN  | DNF    |

26./27. Juli

## Frauen

### 100 m
| Platz | Athletin                      | Land | Zeit (s) |
| ----- | ----------------------------- | ---- | -------- |
| 1     | Rafaela Spanoudaki-Chatziriga | GRC  | 11,31    |
| 2     | Magdalena Lindner             | AUT  | 11,42    |
| 3     | Lucija Potnik                 | SVN  | 11,44    |
| 4     | Diana Hontscharenko           | UKR  | 11,53    |
| 5     | Isabel Posch                  | AUT  | 11,54    |
| 6     | Lamiyə Vəliyeva               | AZE  | 11,62    |
| 7     | Kristen Radukanowa            | BGR  | 11,65    |
| 8     | Milana Tirnanić               | SRB  | 11,89    |

Finale: 26. Juli
Wind: +1,6 m/s

### 200 m
| Platz | Athletin               | Land | Zeit (s) |
| ----- | ---------------------- | ---- | -------- |
| 1     | Polyniki Emmanouilidou | GRC  | 23,01    |
| 2     | Olivia Fotopoulou      | CYP  | 23,06    |
| 3     | Dimitra Tsoukala       | GRC  | 23,16    |
| 4     | Magdalena Lindner      | AUT  | 23,43    |
| 5     | Andrea Miklós          | ROU  | 23,54    |
| 6     | Kristen Radukanowa     | BGR  | 23,70    |
| 7     | Elif Polat             | TUR  | 23,88    |
| 8     | Lamiyə Vəliyeva        | AZE  | 23,93    |

27. Juli
Zusammenfassung der besten acht Athletinnen aus drei Zeitläufen.

### 400 m
| Platz | Athletin           | Land | Zeit (s) |
| ----- | ------------------ | ---- | -------- |
| 1     | Veronika Drljačić  | CRO  | 51,22    |
| 2     | Andrea Miklós      | ROU  | 51,53    |
| 3     | Karolina Zbičajnik | SVN  | 53,24    |
| 4     | Kalliopi Kountouri | CYP  | 53,41    |
| 5     | Andrea Sawowa      | BGR  | 53,80    |
| 6     | Andriana Ferra     | GRC  | 54,22    |
| 7     | Thekla Alexandrou  | CYP  | 54,38    |
| 8     | Mădălina Culea     | MDA  | 23,93    |

26. Juli
Zusammenfassung der besten acht Athletinnen aus drei Zeitläufen.

### 800 m
| Platz | Athletin                 | Land | Zeit (min) |
| ----- | ------------------------ | ---- | ---------- |
| 1     | Dilek Koçak              | TUR  | 2:01,73    |
| 2     | Georgia-Maria Despollari | GRC  | 2:02,35    |
| 3     | Nina Vuković             | CRO  | 2:02,53    |
| 4     | Gina McNamara            | MLT  | 2:02,85    |
| 5     | Emmanouela Plaka         | GRC  | 2:02,91    |
| 6     | Stavri Filippou          | CYP  | 2:02,97    |
| 7     | Hana Grobovšek           | SVN  | 2:05,02    |
| 8     | Liljana Georgiewa        | BGR  | 2:05,96    |

26. Juli
Zusammenfassung der besten acht Athletinnen aus zwei Zeitläufen.

## Ergebnisse Mixed

### 4 × 400 m Staffel
| Platz | Land         | Athletin                                                                                        | Zeit (min) |
| ----- | ------------ | ----------------------------------------------------------------------------------------------- | ---------- |
| 1     | Türkei       | Deniz Kaan Kartal Elif Polat Oğuzhan Kaya Gülşah Cebeci                                         | 3:24,66    |
| 2     | Griechenland | Ioannis Simoni Aikaterini Grigoriadou Petros Papagiannis Elimpiona Zenegia                      | 3:24,86    |
| 3     | Ukraine      | Oleksandr Molodyka Natalija Pyroschenko-Tschornomas Rostyslaw Holubowytsch Natalija Bessidowska | 3:25,28    |
| 4     | Moldau       | Stanislav Ghereg Mădălina Culea Ivan Galuşco Xenia Berghii                                      | 3:33,17    |

26. Juli